# Xuanhua (köping i Kina)
Xuanhua (kinesiska: 宣化, 宣化镇) är en köping i Kina. Den ligger i provinsen Henan, i den centrala delen av landet, omkring 57 kilometer sydväst om provinshuvudstaden Zhengzhou. Antalet invånare är 20 454. Befolkningen består av 9 988 kvinnor och 10 466 män. Barn under 15 år utgör 22,0 %, vuxna 15-64 år 67 %, och äldre över 65 år 9,0 %. Xuanhua ligger vid sjön Baisha Shuiku.
Genomsnittlig årsnederbörd är 665 millimeter. Den regnigaste månaden är september, med i genomsnitt 131 mm nederbörd, och den torraste är december, med 4 mm nederbörd.